# Liste der Baudenkmale in Boock (Vorpommern)
In der Liste der Baudenkmale in Boock sind alle denkmalgeschützten Bauten der vorpommerschen Gemeinde Boock und ihrer Ortsteile aufgelistet. Grundlage ist die Veröffentlichung der Denkmalliste des Kreises Uecker-Randow mit dem Stand vom 1. Februar 1996. 

## Baudenkmale nach Ortsteilen

### Boock
| ID | Lage                        | Bezeichnung                                      | Beschreibung | Bild                                     |
| -- | --------------------------- | ------------------------------------------------ | --- | ---------------------------------------- |
|    | (Karte)                     | Kirche                                           | Spätgotische Feldsteinkirche von um 1500, vergrößert 1790; Ostgiebel mit spitzförmigen und runden Blenden; Westturm mit achtseitigem Spitzhelm; Kanzelaltar von der 2. Hälfte des 18. Jahrhunderts. |                                          |
|    | Lindenstraße 12 (Karte)     | Wohnhaus und Scheune                             | |                                          |
|    | Lindenstraße 16 (Karte)     | Haustür                                          | |                                          |
|    | Lindenstraße 38 (Karte)     | Hofanlage                                        | |                                          |
|    | Lindenstraße 40 (Karte)     | Haustür                                          | |                                          |
|    | Lindenstraße 43 (Karte)     | Wohnhaus und Stall                               | |                                          |
|    | Lindenstraße 47 (Karte)     | Mühlengehöft mit Wohnhaus, Mühle, Stall und Zaun | |                                          |
|    | Lindenstraße 55 (Karte)     | Bauernhaus                                       | |                                          |
|    | Lindenstraße 59 (Karte)     | Wohnhaus und Stall                               | |                                          |
|    | Lindenstraße 65 (Karte)     | Bauernhaus                                       | |                                          |
|    | Löcknitzer Straße 5 (Karte) | Bauernhaus                                       | |                                          |
|    | Mühlenstraße                | Bauernhof mit Wohnhaus, Stall und Einfriedung    | |                                          |
|    | (Karte)                     | Windmühle, an der Straße nach Blankensee         | | Windmühle, an der Straße nach Blankensee |

## Quelle
- Bericht über die Erstellung der Denkmallisten sowie über die Verwaltungspraxis bei der Benachrichtigung der Eigentümer und Gemeinden sowie über die Handhabung von Änderungswünschen (Stand: Juni 1997)